# Heilongjiang-Büchse

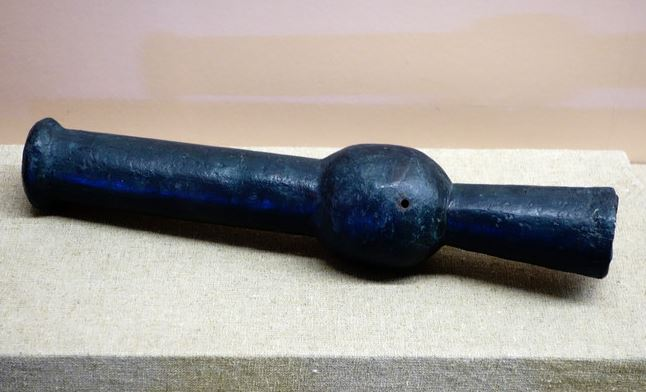
Heilongjiang-Büchse (Bild 2021)

Die Heilongjiang-Büchse ist die derzeit älteste datierbare Handfeuerwaffe der Welt. Sie wurde im Jahre 1970 nahe dem chinesischen Ort Pan-la-chhêng-tzu (Provinz Heilongjiang) in einem Hort von Bronzegeräten der Jin-Dynastie (1125–1234) gefunden, dessen Niederlegung in die Zeit kurz vor 1290 verortet wird.

## Beschreibung
Die Heilongjiang-Büchse besteht aus gegossener Bronze. Sie ist insgesamt etwa 34 cm lang und wiegt 3,55 kg. Das Kaliber beträgt 26 mm.
Das Fundstück gliedert sich in ein „flaschenförmiges“ Rohr mit verstärkter Mündung und eine lange Tülle zur Anbringung eines Holzschaftes (Stangenbüchse (auch Handrohr)). In den verdickten Hinterlauf wurde das Zündloch hineingebohrt.

## Interpretation
Schriftquellen belegen den Einsatz von Feuerwaffen in China im 13. Jahrhundert. So fanden auch unweit des Ausgrabungsortes 1287 und 1288 zwei Schlachten gegen den mongolischen Prinzen Nayan statt, in denen nachweislich Feuerwaffen zum Einsatz kamen.
Neben zahlreichen Schriftquellen liegen heute auch verschiedene archäologische Funde vor, welche die Entstehung der Feuerwaffe in China belegen. Neben der Heilongjiang-Büchse handelt es sich hierbei um mehrere Kanonen. Sicher vor das Jahr 1298 datierbar ist ein Fund aus den Ruinen des mongolischen Sommerpalastes in Xanadu. Hierbei handelt es sich um ein 37 cm langes und 6 kg schweres Bronzerohr. Eine in den Lauf eingebrachte Inschrift gibt die genannte Jahreszahl an. Möglicherweise älter sind mehrere nicht sicher datierbare Funde. Hierzu zählt ein 108 kg schweres bronzenes Kanonenrohr, welches 1980 in einem Keller in der Provinz Gansu ausgegraben wurde. Möglicherweise entstammt der Fund aus der späten Xi-Xia-Periode zwischen 1214 und 1227. Die Heilongjiang-Büchse repräsentiert jedoch auch weiterhin die älteste Handfeuerwaffe der Welt.
Auf diese Weise wird auch die besonders in der wilhelminischen Zeit vertretene These einer deutschen Geschützerfindung im frühen 13. Jahrhundert widerlegt. Bemerkenswert ist der Umstand, dass die Flaschenform der Heilongjiang-Büchse stark den frühesten bildlich überlieferten Feuerwaffen aus Europa in den Handschriften des Walter de Milemete von 1326 und 1327 ähnelt. Auf diese Weise zeigt sich eindrücklich eine Verbreitung der Geschützinnovation von Asien nach Europa, vermutlich über die Seidenstraße.

## Fundgeschichte
Chinesische Archäologen um den Ausgrabungsleiter Wei Guozhong entdeckten 1970 in der Nähe des Ortes Pan-la-chhêng-tzu in der chinesischen Provinz Heilongjiang einen Hort aus Bronzegerätschaften der 1234 beendeten Jin-Dynastie. Neben der Büchse soll es sich unter anderem um Wassergefäße und Hausrat gehandelt haben.
Gouzhong veröffentlichte einen chinesischen Aufsatz zu seinem Fund. Auf diese Weise wurde der britische Sinologe Joseph Needham auf das Objekt aufmerksam und veröffentlichte dieses in seinem Werk Science and Civilisation in China. Sowohl Gouzhong als auch Needham erkannten die wichtige Rolle des Fundes und seine frühe Zeitstellung.
Heute wird die Heilongjiang-Büchse im Provinzmuseum in Harbin ausgestellt.